# Пасхалін Юрій Олександрович
Юрій Олександрович Пасхалін (нар. 18 січня 1984, с. Носачів, Смілянський район, Черкаська область, УРСР — пом. 19 лютого 2014, Київ, Україна) — активіст Євромайдану. Убитий біля Майдану Незалежності, належить до Небесної Сотні. Герой України.

## Життєпис
Закінчив загальноосвітню школу № 11 у м. Сміла. Був вихованцем Школи олімпійського резерву в Харкові, займався штангою.
В останні роки проживав у Києві, працював на приватному підприємстві комірником.

## На Майдані
Разом з колегами по роботі ходив на Майдан.
18 лютого вдень був на Майдані, а потім повернувся додому. Почувши по телевізору, що Майдан намагаються розігнати силою, а проти людей масово застосували вогнепальну зброю — знову вирушив на барикади.
Розстріляний автоматною чергою в спину 19 лютого — отримав три вогнепальні і пневматичне поранення. Пораненого Юрія занесли до пункту медичної допомоги, обладнаного на першому поверсі Будинку профспілок на Майдані Незалежності, проте будівлю підпалили. Поранених майданівці намагалися евакуювати, серед тих, кого встигли винести з палаючої будівлі, був і Юрій — «швидка» перевезла його до 18-ї Київської лікарні та врятувати не вдалося.
Похований у рідному селі. На похоронах було декілька сотень людей. Після прощального слова священика і друзів загиблого прозвучала сальва на його честь — залп із двох мисливських рушниць та ґвинтівки й пістолета, які зазвичай застосовуються історичними реконструкторами під час імітації відтворення справжнього бою.
Залишилась мати, четверо братів і сестер, дружина і 7-річний син.

## Вшанування пам'яті

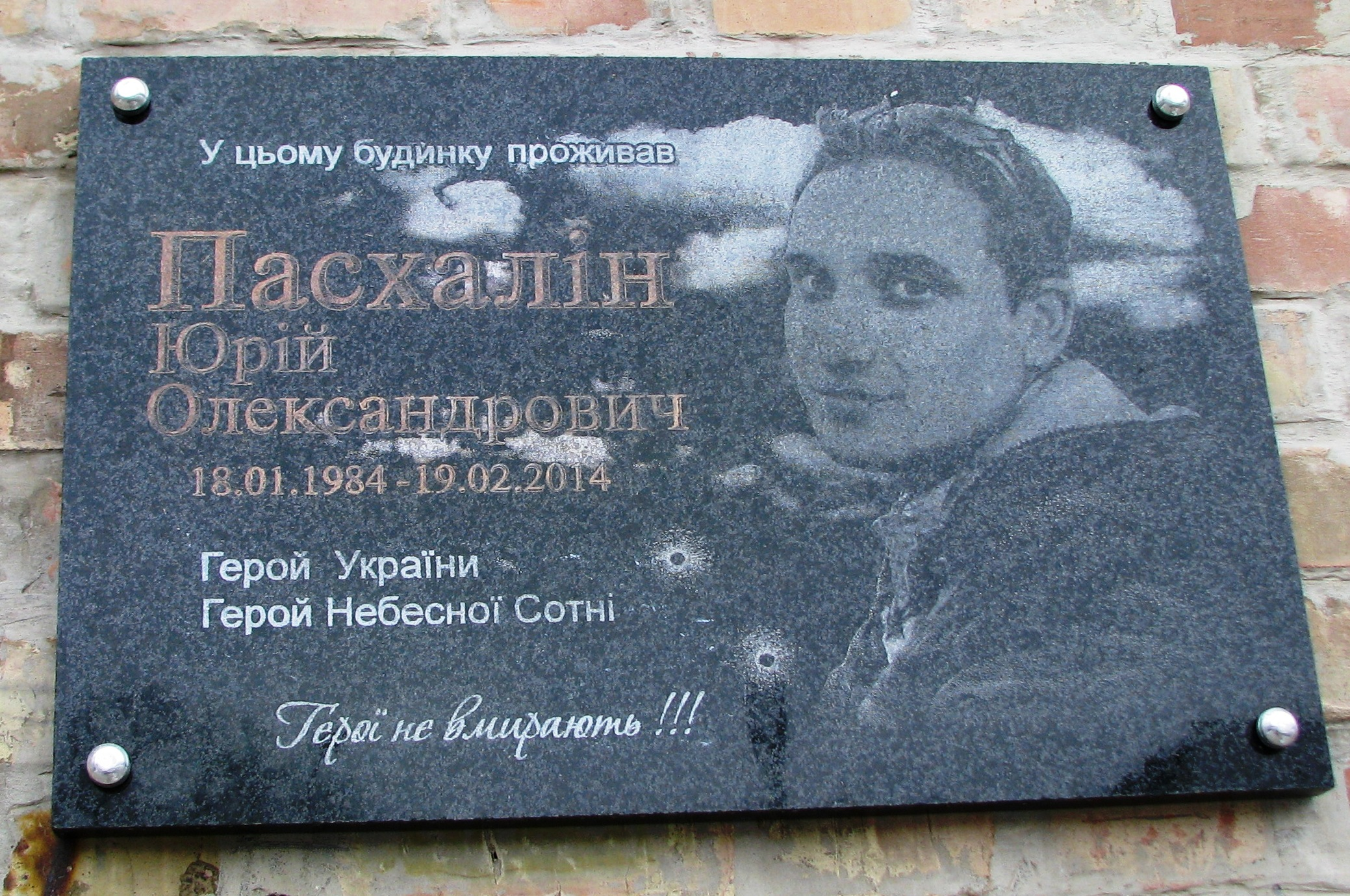
Меморіальная дошка на будинку в Києві за адресою: вулиця Севастопольська, 7/13

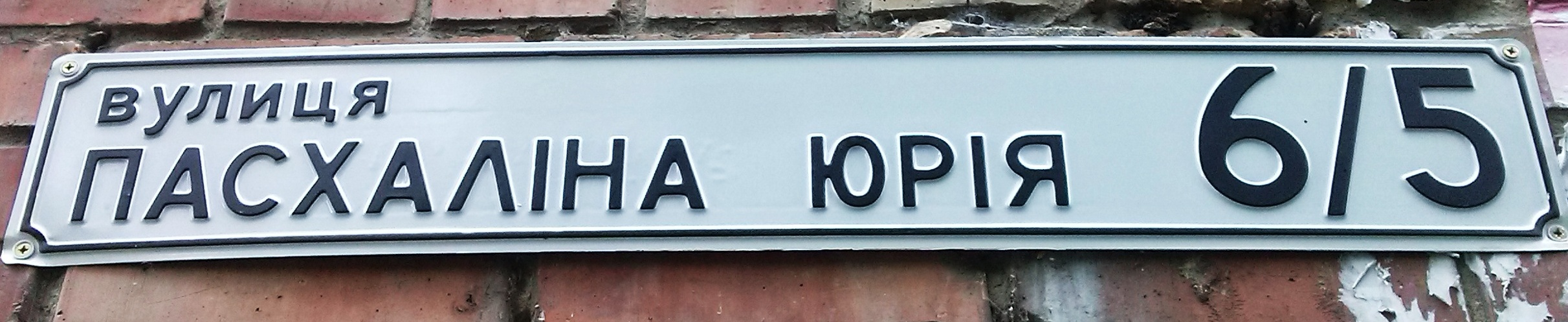
табличка на будинку

4 квітня 2014 року в загальноосвітній школі № 11, де навчався Юрій, встановили пам'ятну дошку на його честь. На заході була присутня мати загиблого. Під час заходу з промовою до зібрання виступили секретар міської ради Ярослав Березань, заступник міського голови Головченко Олександр, представник Народної ради Віктор Пересунько та інші.
З 2016 року в Дарницькому районі міста Києва існує вулиця Юрія Пасхаліна.
19 лютого 2016 року пам'ятну дошку на честь Юрія Пасхаліна встановили на будинку, де він проживав у Смілі, по вулиці Рєпіна, 43.

### Нагороди
- Звання Герой України з удостоєнням ордена «Золота Зірка» (21 листопада 2014, посмертно) — за громадянську мужність, патріотизм, героїчне відстоювання конституційних засад демократії, прав і свобод людини, самовіддане служіння Українському народу, виявлені під час Революції гідності[4]
- Медаль «За жертовність і любов до України» (УПЦ КП, червень 2015) (посмертно)[5]